# M42マウントレンズの一覧
M42マウントレンズの一覧（M42マウントレンズのいちらん）は、M42マウントのレンズの一覧である。

## アンジェニュー
アンジェニューが製造したレンズ。
- タイプR11（Type R11 ）28mmF3.5
- タイプY2（Type Y2 ）135mmF3.5
- タイプP21（Type P21 ）180mmF4.5

## アルコ写真工業
アルコ写真工業が製造したレンズ。
- テレコリナー135mmF3.5（1952年6月発売[1]）- 3群4枚。手動絞り[2]。

## 旭光学工業
旭光学工業（現リコーイメージング）が製造したアサヒペンタックスシリーズ機レンズ。ブランドは「タクマー」（Takumar ）。

## アストロ・ベルリン
アストロ・ベルリン（Astro Berlin ）が製造したレンズ。ブランドは「アストラー」（Astrar ）、「フェルン」（Fern ）、「タッカー」（Tachar ）、「テラスタン」（Telastan ）。
- ガウスタッカー25mmF2[3]
- ガウスタッカー32mmF2[3]
- ガウスタッカー40mmF2[3]
- ガウスタッカー50mmF2[3]
- ガウスタッカー75mmF2[3]
- ガウスタッカー100mmF2[3]
- タッカー125mmF3.5[3]
- タッカー150mmF1.8[3]
- カラーアストラー150mmF2[3]
- タッカー150mmF2.3[3]
- テラスタン200mmF3.5[3]
- ガウスタッカー250mmF2[3]
- テラスタン300mmF3.5[3]
- フェルン300mmF5[3]
- フェルン400mmF5[3]
- テラスタン500mmF4.5[3]
- フェルン500mmF5[3]
- フェルン640mmF5[3]
- フェルン800mmF5[3]
- フェルン1000mmF6.3[3]
- テラスタン2000mmF10[3]
- アポテラスタン2000mmF11[3]

## アベノン
アベノン光機が製造したレンズ。
- アベノンマクロ100mmF2.8 - 6群6枚[4]

## カール・ツァイス
カール・ツァイス、もしくはそのOEMで製造されたレンズ。想定されているボディーはツァイス・イコンのコンタックスSシリーズ、イカレックスTMシリーズ、ローライSLシリーズなどがある。フォクトレンダーブランドの製品についてはフォクトレンダーの欄を参照。
- フレクトゴン20mmF2.8
- フレクトゴン20mmF4 - 自動絞り[5]。
- ディスタゴン25mmF2.8（2007年発売） - コシナ製。ZSマウント。
- ディスタゴン25mmF2.8 - イカレックスTM用に設計されたもの[6]。
- ディスタゴン25mmF2.8HFT - ローライがローライフレックスSL760やローライフレックスSL35用に生産したもの。コーティングはHFT。
- フレクトゴン25mmF4 - イカレックスTMシリーズが製造中止になってから発売された。生産数は少ない。コンタフレックス126用とレンズ構成が同一。
- ディスタゴン35mmF2（2007年発売） - コシナ製。ZSマウント。
- フレクトゴン35mmF2.4 - フレクトゴン35mmF2.8の後継。マルチコート化された。
- フレクトゴン35mmF2.8 - 至近距離18cmとマクロレンズ並みの接写能力を持つ。
- テッサー40mmF4.5
- パンコラー50mmF1.4 - ペンタコンスーパー時代の製品[7]。
- プラナー50mmF1.4（2006年発売） - コシナ製。ZSマウント。6群7枚。最短撮影距離0.45m。アタッチメントはφ58mmねじ込み。
- パンコラー50mmF1.8
- プラナー50mmF1.8 - 西ドイツ製。イカレックスTM用に生産されたもので、その後ローライも生産を引き継いだ。生産数は少ない。
- パンコラー50mmF2
- テッサー50mmF2.8 - コンタックスS時代の製品[8][9]、イカレックスTM時代[6]の製品がある。
- マクロテッサー50mmF2.8 - 12枚完全円形絞り。ベローズ拡大撮影用。
- テッサー50mmF3.5 - コンタックスS時代の製品[9]。
- テッサー50mmF4
- パンコラー55mmF1.4 - ペンタコンスーパー時代の製品[7][10]。
- パンコラー55mmF1.8 - 屈折率を上げるため硝材の一部に放射性物質のトリウムが使用されている、いわゆる「放射能レンズ」。レンズが黄変しやすいため生産が中止された。
- ビオター58mmF2 - コンタックスSの標準レンズ[11][8][9]。
- ビオター75mmF1.5
- パンコラー75mmF1.4
- パンコラー80mmF1.8
- ビオメター80mmF2.8
- ゾナー85mmF2.8HFT - ローライ製。ローライフレックスSL35用に設計されたもので、M42マウントでの生産数は極めて少数。
- ゾナー135mmF3.5
- ゾナー135mmF4
- トリオター135mmF4
- ゾナー180mmF2.8
- ゾナー200mmF2.8
- ゾナー300mmF4
- フェルンオブジェクティフ500mmF8
- バリオパンコラー35-70mmF2.7-3.5
- バリオプラクチカー80-200mmF4 - プラクチカB系用。

## チノン
チノンが自社ブランド、富岡光学（現京セラオプテック）製造で販売したレンズ。
- オートチノンMC55mmF1.4[12]。
- オートチノンMC55mmF1.7[12]。

## コシナ
コシナが自社製のコシナハイライトEC用に製造したレンズ。
- オートコシノンMC55mmF1.4 - 5群7枚[13]。

その他他社カメラ用に生産したレンズにM42マウントの製品がある。
コシナの製品でもカール・ツァイスやフォクトレンダーのブランドの製品に関してはそれぞれの欄を参照。

## ダルメイヤー
ダルメイヤーが製造したレンズ。
- ダルメイヤー6inF5.6

## エンナ
エンナ（Enna ）が製造したレンズ。ブランドは「リサゴン」（Lithagon ）、「エンナリット」（Ennalyt ）など。
以下はエディクサ用ゾッケルマウント。
- リサゴン24mmF4 - アタッチメントはφ52mmねじ込み。エディクサ用ゾッケルマウント[14]。
- リサゴン35mmF2.8 - アタッチメントはφ52mmねじ込み。エディクサ用ゾッケルマウント[14]。
- エンナリット50mmF1.9 - アタッチメントはφ52mmねじ込み。エディクサ用ゾッケルマウント[14]。
- テレエンナリット90mmF2.8 - アタッチメントはφ52mmねじ込み。エディクサ用ゾッケルマウント[14]。
- テレエンナリット135mmF2.8 - アタッチメントはφ52mmねじ込み。エディクサ用ゾッケルマウント[14]。
- テレエンナリット240mmF4.5 - アタッチメントはφ52mmねじ込み。エディクサ用ゾッケルマウント[14]。

以下は直接マウント。
- リサゴン24mmF4 - アタッチメントはφ52mmねじ込み。プリセット絞り[14]。
- エンナリット24mmF4
- リサゴン28mmF2.8
- リサゴン28mmF3.5 - アタッチメントはφ52mmねじ込み。プリセット絞り[14]。
- ウルトラリサゴン28mmF3.5
- エンナリット28mmF3.5
- リサゴン35mmF2.8 - アタッチメントはφ52mmねじ込み。プリセット絞り[14]。
- リサゴン35mmF3.5 - アタッチメントはφ52mmねじ込み。普通絞り[14]。
- リサゴン35mmF4.5
- エンナリット35mmF3.5
- スーパーリサゴン35mmF2.5
- カラーエンナリット50mmF1.9
- エンナリット50mmF1.8
- エンナリット85mmF1.5 - アタッチメントはφ58mmねじ込み。普通絞り[14]。
- エンナストン85mmF1.5
- エンナリット90mmF2.8 - アタッチメントはφ52mmねじ込み。普通絞り[14]。
- エンナリット100mmF2.8
- テレエンナリット135mmF2.8 - アタッチメントはφ52mmねじ込み。普通絞り[14]。
- テレエンナリット135mmF3.5
- テレエンナリット240mmF4.5 - アタッチメントはφ52mmねじ込み。普通絞り[14]。
- テレエンナリット300mmF5.6 - アタッチメントはφ52mmねじ込み。プリセット絞り[14]。
- テレエンナリット400mmF4.5 - アタッチメントはφ95mmねじ込み。普通絞り[14]。
- テレエンナリット600mmF5.6 - アタッチメントはφ108mmねじ込み。普通絞り[14]。
- テレズーム85-250mmF4 - アタッチメントはφ74mmねじ込み。プリセット絞り[14]。

## フジノン/富士写真フイルム
富士フイルムが自社製品STシリーズ用に製造したレンズ。

## 藤田光学工業
藤田光学工業が製造したレンズ。ブランドは「フジタ」（Fujita ）、「フジター」（Fujitar ）。
- HCフジター35mmF2.5 - 5群7枚。プリセット絞り[15]。
- フジタ35mmF2.5 - 5群7枚。プリセット絞り[15]。
- PCフジター35mmF3.5 - 5群5枚。プリセット絞り[15]。
- PCフジター135mmF2.5 - 3群5枚。プリセット絞り[15]。
- HCフジター135mmF3.5 - 3群4枚。プリセット絞り[15]。
- フジタ135mmF3.5 - 3群4枚。プリセット絞り[15]。
- HCフジター135mmF4.5 - 2群4枚。プリセット絞り[15]。
- HCフジター400mmF5.5 - 2群4枚。プリセット絞り[15]。
- フジタ400mmF5.5 - 2群4枚。プリセット絞り[15]。

## イスコ
イスコが製造したレンズ。ブランドは「イスカロン」（Iscaron ）、「イスコナー」（Isconar ）、「イスコター」（Iscotar ）、「ウェスタナー」（Westaner ）、「ウェストロカラー」（Westrocolor ）、「ウェストロマート」（Westromat ）、「ウェストロン」（Westron ）などがある。
- ウェストロン28mmF4 - アタッチメントはφ49mmねじ込み[16]。
- ウェストロン35mmF2.8 - アタッチメントはφ52mmねじ込み[16]。
- エディクサウェストロマート35mmF2.8 - アタッチメントはφ49mmねじ込み。自動絞り[16]。
- ウェストロン35mmF3.5
- ウェストロカラー50mmF1.9 - アタッチメントはφ52mmねじ込み。自動絞り[16]。
- エディクサウェストロマート50mmF1.9 - アタッチメントはφ49mmねじ込み。自動絞り[16]。
- エディクサウェスタゴン50mmF1.9 - アタッチメントはφ52mmねじ込み。自動絞り[16]。
- ウェストロマート50mmF1.9[17]
- エディクサウェストロマート50mmF2.8[16]。
- ウェスタナー50mmF2.8 - アタッチメントはφ48mmねじ込み。半自動絞り[16]。
- エディクサイスコター50mmF2.8 - アタッチメントはφ49mmねじ込み。自動絞り[16]。
- エディクサイスコナー100mmF4 - アタッチメントはφ41mmねじ込み。普通絞り[16]。
- エディクサイスコナー135mmF4 - アタッチメントはφ46mmねじ込み。普通絞り[16]。
- エディクサイスカロン135mmF2.8 - アタッチメントはφ54mmねじ込み。半自動絞り[16]。
- エディクサテレウェストロマート135mmF3.5 - アタッチメントはφ49mmねじ込み。自動絞り[16]。
- エディクサテレイスカロン180mmF2.8 - アタッチメントはφ69mmねじ込み。プリセット絞り[16]。
- エディクサテレウェスタナー180mmF4 - アタッチメントはφ54mmねじ込み。手動絞り[16]。
- テレウェスタナー180mmF4.5[16]

## ケルン・アーラウ
ケルン・アーラウ（Keln Aarau ）が製造したレンズ。
- マクロスイターC50mmF1.9（1982年発売） - 5群8枚。最短撮影距離0.27m。アタッチメント専用B。色収差はアポクロマート補正されている。コストダウンのためアルパ用マクロスイターをチノン製オートアルパ50mmF1.7の鏡胴に入れたもの。また無限遠から最短撮影距離まで3回転近く必要だったヘリコイドを1回転弱に変更し迅速なピント合わせを可能とした。1989年までに83本が生産された。アルパで高い評価を受けたマクロスイターを汎用できる貴重なレンズである[18]。

## キルフィット
キルフィットが製造したレンズ。ブランドは「キラー」（Kilar ）、「ズーマー」（Zoomar ）。
- マクロキラーE40mmF2.8 - アタッチメントはφ30mmねじ込み。プリセット絞り[19]。
- マクロキラーD40mmF2.8 - アタッチメントはφ30mmねじ込み。プリセット絞り[19]。
- マクロキラー90mmF2.8 - アタッチメントシリーズVI。プリセット絞り[19]。
- パンテレキラー300mmF4 - アタッチメントはφ88mmねじ込み。プリセット絞り[19]。
- スポーツフェルンキラー400mmF4 - アタッチメントはφ106mmねじ込み。プリセット絞り[19]。
- スポーツレフレクター500mmF5.6 - 反射望遠レンズ[19]。
- スポーツフェルンキラー600mmF5.6 - アタッチメントはφ132mmねじ込み。プリセット絞り[19]。
- レフレクター1000mmF8 - 反射望遠レンズ[19]。
- ラピッドフォーカステレズーマー170-320mmF4 - アタッチメントはφ98mmねじ込み[19]。
- スポーツフェルンコンビ400/600mmF4 - プリセット絞り[19]。

## キノ精密工業
キノ精密工業（現メレスグリオ）が製造したレンズ。ブランドは「キロン」。
- キロン24mmF2 - 8群8枚[4]。
- キロン28mmF2 - 8群8枚[4]。
- キロンマクロ105mmF2.8 - 6群6枚[4]。
- キロン28-70mmF3.5-4.5 - 8群9枚[4]。
- キロン28-210mmF3.8-5.6 - 11群14枚[4]。
- キロン70-210mmF4 - 9群13枚[4]。
- キロン70-210mmF4.5 - 9群12枚[4]。
- キロン80-200mmF4.5 - 8群11枚[4]。

## 清原光学
ヴェスト・ポケット・コダックの描写を再現したキヨハラソフトを製造している。

## 小堀製作所
小堀製作所の製品。ブランドは「テフノン」（Tefnon ）。
- テフノン28mmF2.8 - 5群5枚。自動絞り[20]。
- テフノン24-70mmF3.5-4.8 - 10群14枚。自動絞り[20]。
- テフノン28-70mmF2.8-4.2 - 10群11枚。自動絞り[20]。
- テフノン28-70mmF3.9-4.8 - 9群9枚。自動絞り[20]。
- テフノン28-105mmF3.5-4.5 - 14群15枚。自動絞り[20]。
- テフノン28-200mmF3.5-5.3 - 16群18枚。自動絞り[20]。
- テフノン60-300mmF4-5.6 - 9群13枚。自動絞り[20]。
- テフノン70-200mmF4.5-5.6 - 9群12枚。自動絞り[20]。
- テフノン120-600mmF5.6-8 - 11群15枚。自動絞り[20]。

## 興和光器製品
興和の光学事業部であった興和光器製品の製品。ブランドは「プロミナー」（Prominar ）ズームレンズは「プロミナー」名は付かない。
- プロミナー200mmF2.8 - 4群5枚。プリセット絞り[15]。
- コーワ　ズーム　レンズ　85-250ｍm F4.5 フィルター径は67mm ねじ込み　自動絞り（A↔M切替え)

## マミヤ
マミヤ光機が自社製マミヤCP、マミヤセコールTL/SXシリーズ用に製造したレンズ。ブランドは「セコール」（Sekor ）。オートセコールの銘でなくても自動絞りの製品がある。
- セコール28mmF2.8[21] - 6群7枚。アタッチメントはφ58mmねじ込み。自動絞り[22]。
- セコール35mmF2.8[21]F2.8 - 5群6枚。アタッチメントはφ49mmねじ込み。自動絞り[22]。
- セコール50mmF2[23] - 4群6枚[21]。アタッチメントはφ52mmねじ込み。自動絞り[22]。
- セコール55mmF1.4 - 5群7枚[23][21]。アタッチメントはφ52mmねじ込み[22]。
- セコール55mmF1.8 - 4群6枚[23][21][22]。アタッチメントはφ52mmねじ込み[22]。
- セコールマクロ60mmF2.8 - 4群5枚。アタッチメントはφ58mmねじ込み。プリセット絞り[22]。
- セコール135mmF2.8 - 4群4枚。アタッチメントはφ55mmねじ込み。自動絞り[22]。
- セコール135mmF3.5 - 4群4枚。アタッチメントはφ49mmねじ込み。自動絞り[22]。
- セコール200mmF3.5 - 4群4枚。アタッチメントはφ67mmねじ込み。自動絞り[22]。
- セコール400mmF6.3 - 3群3枚。アタッチメントはφ72mmねじ込み。プリセット絞り[22]。

オートセコールは自動絞りだがオートセコールの銘がなくても自動絞りの製品がある。
- オートセコール55mmF1.4 - 5群7枚[21]。
- オートセコール55mmF1.7 - 4群6枚[21]。
- オートセコール55mmF2 - 4群6枚[21]。

マミヤDSX1000用に用意されたセコールSXはM42マウントであるが特許を取得し定位置に止まるようになっている。
- フィッシュアイセコールSX14mmF3.5 - 7群10枚。自動絞り[24]。
- オートセコールSX21mmF4 - 8群9枚[24]。
- オートセコールSX28mmF2.8 - 7群7枚[24]。
- オートセコールSX35mmF2.8 - 5群7枚[24]。
- オートセコールSX50mmF2 - 4群6枚[24]。
- オートセコールSX55mmF1.4 - 5群7枚[25][24]。
- オートセコールSX55mmF1.8 - 5群6枚[25]または4群6枚[24]。
- オートセコールSX85mmF1.7 - 4群6枚[24]。
- オートセコールSX85mmF2.8 - 4群4枚[24]。
- オートセコールSX100mmF2.8 - 4群5枚[24]。
- オートセコールSX105mmF2.8 - 4群4枚[24]。
- オートセコールSX135mmF2.8 - 4群4枚[24]。
- オートセコールSX200mmF3.5 - 4群4枚[24]。
- オートセコールSX300mmF5.6 - 4群5枚[24]。
- セコールSX500mmF8 - 3群4枚[24]。
- セコールズームSX90-230mmF4.5 - 8群11枚。自動絞り[24]。

## マイヤー
マイヤー・オプティック・ゲルリッツ（Meyer Optik Görlitz ）が製造したレンズ。ブランドは「ドミプラン」（Domiplan ）、「ヘリオプラン」（helioplan ）、「メゴール」（Megor ）、「オレステゴン」（Orestegon ）、「オレステゴール」（Orestegor ）、「オレストン」（Oreston ）、「オレスター」（Orestor ）、「プリマゴン」（Primagon ）、「プリモター」（Primotar ）、「プリモプラン」（Primoplan ）、「トリオプラン」（Trioplan ）などがある。
- オレステゴン29mmF2.8[5]
- プリマゴン30mmF4.5
- プリマゴン35mmF4[5]
- ヘリオプラン40mmF4.5[5]
- オレストン50mmF1.8[5]
- プリモター50mmF2.8[5]
- ドミプラン50mmF2.8[5]
- トリオプラン50mmF2.9[5]
- プリモター58mmF1.9[5]
- プリモプラン58mmF1.9[5]
- ドミプラン58mmF2[5]
- プリモプラン75mmF1.9[5]
- プリモプラン80mmF1.9[5]
- トリオプラン100mmF2.8[5]
- オレスター100mmF2.8[5]
- オレスター135mmF2.8[5]
- オレステゴール135mmF4[5]
- プリモター135mmF3.5[5]
- テレメゴール150mmF5.5[5]
- プリモター180mmF3.5[5]
- テレメゴール180mmF5.5[5]
- オレステゴール200mmF4[5]
- テレメゴール250mmF5.5[5]
- オレステゴール300mmF4[5]
- テレメゴール300mmF4.5[5]
- テレメゴール400mmF5.5[5]
- テレメゴール500mmF5.5[5]
- オレステゴール500mmF5.6[5]

## ミランダカメラ
ミランダカメラが自社製ソリゴールTMシリーズ用に販売したレンズ。
- オートソリゴール50mmF1.8

## 日東光学
̈日東光学が製造したレンズ。ブランドは「コミナー」（Kominar ）。
- コミナー28mmF3.5 - 6群7枚。プリセット絞り[26]。
- コミナー35mmF2.8 - 5群6枚。プリセット絞り[26]。
- コミナー85mmF1.8 - 5群6枚。プリセット絞り[26]。
- コミナー105mmF3.5 - 4群5枚。プリセット絞り[26]。
- コミナー135mmF2.5 - 6群6枚。プリセット絞り[26]。
- コミナー135mmF3.5 - 4群5枚。プリセット絞り[26]。
- コミナー200mmF4.5 - 4群4枚。プリセット絞り[26]。
- コミナー300mmF5.6 - 4群4枚。プリセット絞り[26]。
- コミナー600mmF5.6 - 4群4枚。プリセット絞り[26]。

以下はソ連製のゼニットE用に製造したレンズ。
- メプロコミナー（Mepro-Kominar ）55mmF2.8[27]

## ノボフレックス
ノボフレックスが製造したレンズ。ブランドは「ノフレクサー」（Noflexar ）。
- マクロワイドノフレクサー35mmF3.5 - アタッチメントはφ49mmねじ込み。プリセット絞り[19]。
- ノフレクサー105mmF4 - アタッチメントはφ40.5mmねじ込み。ベローズ用[19]。
- オートノフレクサー105mmF4 - アタッチメントはφ40.5mmねじ込み。ベローズ用[19]。
- ノフレクサー135mmF4.5 - アタッチメントはφ40.5mmねじ込み。ベローズ用[19]。
- オートノフレクサー135mmF4.5 - アタッチメントはφ40.5mmねじ込み。ベローズ用[19]。
- ノフレクサー200mmF3.8 - アタッチメントはφ58mmねじ込み。ベローズ用[19]。
- ノフレクサー200mmF4 - アタッチメントはφ58mmねじ込み。ベローズ用[19]。

## オリンパス
オリンパスが自社製品オリンパスFTL用に製造したレンズ。ブランドは「ズイコー」（Zuiko ）。
- Gズイコー28mmF3.5[24]
- Gズイコー35mmF2.8[24]
- Gズイコー50mmF1.4 - 6群7枚[28][24]。
- Fズイコー50mmF1.8 - 5群6枚[28][24]。
- Eズイコー135mmF3.5[24]
- Eズイコー200mmF4[24]

## ペンタコン
ペンタコンが製造したレンズ。
- ペンタコン30mmF3.5 - プリセット絞り[5]。
- ペンタコン135mmF2.8
- ペンタコン200mmF4 - プリセット絞り[5]。
- ペンタコン300mmF4 - プリセット絞り[5]。
- ペンタコン500mmF5.6 - プリセット絞り[5]。

- ペンタコンオート29mmF2.8 - 自動絞り[5]。
- ペンタコンオート50mmF1.8 - 自動絞り[5]。
- ペンタコンオート100mmF2.8 - 自動絞り[5]。
- ペンタコンオート135mmF2.8 - 自動絞り[5]。

- ペンタコンエレクトリック29mmF2.8 - 自動絞り[5]。
- ペンタコンエレクトリック50mmF1.8 - 自動絞り[5]。
- ペンタコンエレクトリック100mmF2.8 - 自動絞り[5]。
- ペンタコンエレクトリック135mmF2.8 - 自動絞り[5]。

## ペトリカメラ
ペトリカメラが製造したレンズ。ブランドは当初「オリコール」（Orikkor ）。
- オリコール35mmF2.5
- オリコール35mmF3.5
- オリコール50mmF2 - 4群7枚[28]。
- オリコール135mmF2.8
- オリコール135mmF3.5
- オリコール200mmF4.5

ペトリカメラは1960年2月発売のペトリペンタVでバヨネット式のペトリマウントに移行したが、1976年発売のペトリFT1000以降再度M42マウントに復帰した。
- C.C.オートペトリ45mmF2.8 - 3群4枚[29]。
- C.C.オートペトリ50mmF1.7 - 4群6枚[29]。

## リコー
リコーが自社製のリコーシングレックスTLS、リコーフレックスTLS-401用に製造したレンズ。
- オートリケノン55mmF1.4 - 5群7枚[30]。
- オートリケノン55mmF1.8 - 4群6枚[30]。
- オートリケノン 90-190mm F5.8。

## ローデンシュトック
ローデンシュトックがエディクサ用に製造したレンズ。
- ユリゴン30mmF2.8 - アタッチメントはφ58mmねじ込み[19]。
- ヘリゴン50mmF1.9 - 半自動絞り[19]。
- ロテラー100mmF4
- ロテラー135mmF4
- ロテラー180mmF4.5

## 三協光機
マウント交換可能なユニマウントシステムにM42マウントがあった。ブランドは「コムラー」（Komura またはKomura- ）。

## シュナイダー・クロイツナッハ
シュナイダー・クロイツナッハが製造したレンズ。
- クルタゴン28mmF4 - アタッチメントはφ49mmねじ込み。自動絞り[19]。
- クルタゴン35mmF2.8
- Cクルタゴン35mmF2.8
- Cクルタゴン35mmF4
- PAクルタゴン35mmF4 - 6群7枚。最大7mmシフト可能。
- クルタゴン38mmF2.8 - アタッチメントはφ49mmねじ込み。半自動絞り[19]。
- クセノン50mmF1.9[17] - アタッチメントはφ49mmねじ込み。半自動絞り[19]。
- エディクサクセノン50mmF1.9
- クセナー50mmF2.8 - アタッチメントはφ49mmねじ込み。自動絞り[19]。
- テレクセナー90mmF3.5 - アタッチメントはφ49mmねじ込み[19]。
- テレクセナー135mmF3.5 - アタッチメントはφ49mmねじ込み。自動絞り[19]。
- テレクセナー135mmF3.5 - アタッチメントはφ49mmねじ込み。プリセット絞り[19]。
- テレクセナー135mmF3.5 - アタッチメントはφ49mmねじ込み。普通絞り[19]。
- テレクセナー200mmF5.5 - アタッチメントはφ49mmねじ込み。普通絞り[19]。
- テレクセナー360mmF5.5 - アタッチメントはφ72mmねじ込み。普通絞り[19]。

## シャハト
シャハトが製造したレンズ。
- Sトラベゴン35mmF2.8 - アタッチメントはφ49mmねじ込み。プリセット絞り[19]。
- トラベゴン38mmF2.8 - アタッチメントはφ49mmねじ込み。プリセット絞り[19]。
- Sトラベゴン50mmF1.8 - アタッチメントはφ49mmねじ込み。自動絞り[19]。
- トラベナー50mmF2.8 - アタッチメントはφ49mmねじ込み。プリセット絞り[19]。
- Mトラベナー90mmF2.8 - アタッチメントはφ49mmねじ込み。プリセット絞り。接写レンズ[19]。
- トラベナー90mmF2.8 - アタッチメントはφ49mmねじ込み。自動絞り[19]。
- トラベガー100mmF3.3 - アタッチメントはφ49mmねじ込み。プリセット絞り[19]。
- トラベナー135mmF3.5 - アタッチメントはφ49mmねじ込み。自動絞り[19]。
- トラベノン135mmF4.5 - アタッチメントはφ40.5mmねじ込み。手動絞り[19]。

## シグマ
多数のレンズを販売している。

## ソビエト連邦製
ゼニットEからM42マウントを採用し、ゼニットEM、ゼニット10、ゼニット11、ゼニットTTL、ゼニット19、ゼニット18などのために生産された。レンズ名称につくMは自動絞りを意味する。
- ゼニタールM1 50mmF1.7
- ゼニタールM 50mmF1.7[31]
- ヘリオス44M-4（Helios44M-4 ）58mmF2 - 自動絞りで、A-M切り替えレバーなし[27]。
- ヘリオス44M（Helios44M ）58mmF2 - 自動絞り[27]。
- ヘリオス44-2（Helios44-2 ）58mmF2 - プリセット絞り[27]。
- ヤンタール5M 40-80mmF2.9[31]
- タイル3C 300mmF4.5[32]

## シュタインハイル
オプティッシュ・ウェルケ・C・A・シュタインハイルが製造したレンズ。ブランドは「カッサリット」（Cassarit ）、「カッサロン」（Cassaron ）、「クルミナー」（Culminar ）、「キナロン」（Quinaron ）、「クイナー」（Quinar ）
- オートDキナロン35mmF2.8 - アタッチメントはφ49mmねじ込み。自動絞り[5]。
- カッサー50mmF2.8 - アタッチメントはφ40.5mmねじ込み。普通絞り[5]。
- カッサリット50mmF2.8 - アタッチメントはφ40.5mmねじ込み。自動絞り[5]。
- マクロカッサリット50mmF2.8 - ベローズ用[5]。
- クルミナー50mmF2.8 - アタッチメントはφ40.5mmねじ込み。プリセット絞り[5]。
- オートカッサロン50mmF2.8 - アタッチメントはφ49mmねじ込み。自動絞り[5]。
- オートDキノン55mmF1.9
- カッサリット100mmF3.5 - アタッチメントはφ51mmカブセ。プリセット絞り[5]。

## タムロン
マウント交換可能なアダプトール2システムにM42マウントがあった。

## トキナー
多数のレンズを販売している。

## 大和光機工業
試作一眼レフカメラ、アートロニックF用に用意された。
- アートロニックズーム90-190mmF5.8[33]

## ヤシカ
ヤシカが自社ブランド、富岡光学（現京セラオプテック）製造で販売したレンズ。
- スーパーヤシノンR35mmF2.8 - 5群6枚。プリセット絞り[35]。
- スーパーヤシノンR35mmF3.5 - 5群5枚。プリセット絞り[35]。
- スーパーヤシノンR135mmF2.8 - 3群4枚。プリセット絞り[35]。
- スーパーヤシノンR135mmF3.5 - 3群4枚。プリセット絞り[35]。
- スーパーヤシノンR200mmF4.5 - 4群4枚。プリセット絞り[35]。
- スーパーヤシノンR300mmF5.5 - 2群3枚。プリセット絞り[35]。
- スーパーヤシノンR400mmF6.3 - 3群3枚。プリセット絞り[35]。
- スーパーヤシノンR600mmF8 - 3群3枚。プリセット絞り[35]。
- スーパーヤシノンR800mmF8 - 3群3枚。プリセット絞り[35]。
- ヤシノンズーム90-190mmF5.8 - 4群7枚。プリセット絞り[35]。
- マクロヤシノン60mmF2.8 - 4群5枚。プリセット絞り[35]。

- オートヤシノン35mmF2.8 - 5群6枚。自動絞り[35]。
- オートヤシノン5cmF2/50mmF2[34]。
- オートヤシノン55mmF1.2 - 6群7枚。自動絞り[35]。
- オートヤシノン5.5cmF1.8[36]。
- オートヤシノン135mmF2.8 - 4群5枚。自動絞り[35]。
- オートヤシノン200mmF4 - 4群5枚。自動絞り[35]。
- オートヤシノンズーム45-135mmF3.5 - 10群15枚。自動絞り[35]。
- オートヤシノンズーム75-230mmF4.5 - 8群13枚。自動絞り[35]。

- ヤシノンDX21mmF3.3 - 5群8枚。手動絞り[35]。M42マウントでは非常に珍しい、ミラーアップして使用するレンズ[36]。
- オートヤシノンDX28mmF2.8 - 7群8枚。自動絞り[35]。
- オートヤシノンDX35mmF2.8 - 5群6枚。自動絞り[35]。
- オートヤシノンDX50mmF1.4 - 6群7枚[36]。
- オートヤシノンDX50mmF1.7 - 5群6枚[36]。
- オートヤシノンDX50mmF2[34]。
- オートヤシノンDX100mmF2.8 - 4群5枚。自動絞り[35]。
- オートヤシノンDX135mmF2.8 - 4群5枚。自動絞り[35]。
- オートヤシノンDX200mmF4 - 4群5枚。自動絞り[35]。
- オートヤシノンDX300mmF5.6 - 4群5枚。自動絞り[35]。
- オートヤシノンDX400mmF5.6 - 5群5枚。自動絞り[35]。
- レフレックスヤシノンDX500mmF5 - 反射望遠レンズ。5群6枚[35]。
- レフレックスヤシノンDX1000mmF11 - 反射望遠レンズ。5群6枚[35]。
- AUヤシノンDXズーム80-160mmF4 - 10群14枚。自動絞り[35]。
- AUヤシノンDXズーム74-230mmF4.5 - 8群13枚。自動絞り[35]。

- オートヤシノンDS20mmF3.3 - 9群11枚。自動絞り[35]。
- オートヤシノンDS28mmF2.8 - 7群8枚。自動絞り[35]。
- オートヤシノンDS35mmF2.8 - 5群6枚。自動絞り[35]。
- オートヤシノンDS50mmF1.4 - 6群7枚。自動絞り[35]。
- オートヤシノンDS50mmF1.7 - 5群6枚。自動絞り[35]。
- オートヤシノンDS50mmF2 - 5群6枚。自動絞り[35]。
- オートヤシノンDSマクロ55mmF2.8 - 4群5枚。自動絞り[35]。

- オートヤシノンDS-M24mmF2.8 - 8群9枚。自動絞り[35]。
- オートヤシノンDS-M28mmF2.8 - 7群8枚。自動絞り[35]。
- オートヤシノンDS-M35mmF2.8 - 6群7枚。自動絞り[35]。
- オートヤシノンDS-M50mmF1.4 - 6群7枚。自動絞り[35]。
- オートヤシノンDS-M50mmF1.7 - 5群6枚。自動絞り[35]。
- オートヤシノンDS-M55mmF1.2 - 6群7枚。自動絞り[35]。
- オートヤシノンDS-M135mmF2.8 - 4群5枚。自動絞り[35]。
- オートヤシノンDS-M200mmF4 - 4群5枚。自動絞り[35]。

## ヤシマ
1976年ヤシマが輸出向けに発売したオサノンデジタル750用に製造したレンズ。
- オートヤシマ50mmF1.7 -5群6枚。自動絞り[37]。
- オートオサノン55mmF1.7

## 陽光精機
陽光精機が製造したレンズ。ブランドは「オプレロン」（Oplenon ）。
- オプレノン135mmF2.8 - 3群4枚。手動絞り[2]。

## フォクトレンダー
フォクトレンダーがツァイス・イコンに合併されてからイカレックスTMシリーズ用に製造され、またその後継機、フォクトレンダーVSL用に引き続き製造された。
以下はイカレックスTM時代の製品。
- スコパレックス35mmF3.4[6] - 5群6枚[5]。
- カラーウルトロン50mmF1.8[6]
- ウルトロン50mmF1.8 - 6群7枚[5]。
- スーパーダイナレックス135mmF4[6] - 4群4枚[5]。

以下はフォクトレンダーVSL時代の製品。
- カラースコパレックス25mmF4 - 7群8枚[5]。
- カラースコパレックス35mmF2.8 - 5群5枚[5]。
- スコパレックス35mmF3.4[6]
- カラーウルトロン50mmF1.8 - 6群7枚[5]。最短撮影距離0.45m[6]。
- カラーダイナレックス85mmF2.8 - 4群4枚[5]。
- ダイナレックス100mmF4[6]
- カラーダイナレックス135mmF4 - 4群4枚[5]。
- スーパーダイナレックス135mmF4[6]
- カラーダイナレックス200mmF4 - 5群6枚[5]。
- ズーマー36-82mmF2.8 - 11群14枚[5]。

コシナ時代になってから各種一眼レフカメラのマウントでレンズを発売しており、M42マウントのレンズも存在する。